# 卡爾斯科納 (新澤西州)
卡爾斯科納（英語：Carlls Corner）是位於美國新澤西州坎伯蘭縣的普查規定居民點。

## 人口
根據2020年美國人口普查的數據，卡爾斯科納的面積為4.32平方千米，皆為陸地。當地共有人口911人，而人口密度為每平方千米210.88人。